# Museo de arte Laureano Brizuela
El museo de arte “Laureano Brizuela” se encuentra en el centro de la ciudad San Fernando del Valle de Catamarca, Catamarca, Argentina; está ubicado en la calle San Martín 316 en una vieja casona de la ciudad. Lleva el nombre de su fundador, el artista plástico y fotógrafo Laureano Brizuela (Catamarca, 12 de junio de 1891- 24 de julio de 1951) , sus orígenes datan del año 1935, y ha albergado a lo largo de la historia obras de artistas consagrados a nivel mundial.
Este museo fue el único orientado especialmente a las artes que tuvo la provincia de Catamarca durante varios años, y permanece activo durante todo el año con muestras artísticas clásicas y contemporáneas, en donde los jóvenes artistas encuentran el lugar para mostrar sus obras, las salas de este museo incluyen pintura, escultura, objetos, cerámica, arte textil, instalaciones, dibujo, grabados y demás innovadoras propuestas.

## Algunos artistas que pasaron por sus salas
- Carlos Alonso,
- Antonio Berni (1905-1981),
- Laureano Brizuela,
- Emilio Caraffa (1862-1939),
- Alberto Delmonte (1933–),
- Benito Quinquela Martín (1890-1977),
- Raúl Soldi (1905-1994) y
- Francisco Vidal (1898-1980).

Entre sus salas de exposición se encuentra una biblioteca especializada en artes que cuenta con más de 600 ejemplares.